# Bảo tàng ngoài trời Rừng Vydrovo
Bảo tàng ngoài trời Rừng Vydrovo (tiếng Slovakia: Lesnícky skanzen Vydrovo) là một bảo tàng lâm nghiệp ngoài trời độc đáo, tọa lạc ở trung tâm thung lũng Vydrovská, ở rìa phía nam của làng Čierny Balog, vùng Banská Bystrica, Slovakia.

## Miêu tả
Bảo tàng ngoài trời Rừng Vydrovo được doanh nghiệp nhà nước Lesy SR thành lập vào năm 2002. Địa điểm này mang đến cho du khách sự thư giãn, kiến thức và giải trí thông qua các triển lãm dọc theo con đường mòn tự nhiên dài khoảng 4 km. Ở 75 điểm dừng có các bảng thông tin bằng tiếng Slovakia và tiếng Anh, giới thiệu cho du khách về lịch sử, vẻ đẹp của rừng, cách trồng trọt, bảo vệ và tầm quan trọng của rừng, đồng thời cũng giới thiệu công việc của những người bảo vệ và sử dụng rừng.
Tuyến hoạt động của Đường sắt Čiernohronská có hai trạm dừng trong bảo tàng ngoài trời. Ngoài ra, vì bảo tàng nằm trên trục đường chính từ Brezno đến Hriňová nên rất thuận tiện cho những người lái xe ô tô. Du khách có thể đến thăm bảo tàng vào mùa hè và mùa đông.
Ngoài trạm dừng đường sắt và bãi đỗ xe, trong khuôn viên của bảo tàng ngoài trời cũng có các cơ sở giải khát, trung tâm thông tin, cửa hàng lưu niệm, giảng đường và sân chơi cho trẻ em.